# Scaphochlamys abdullahii
Scaphochlamys abdullahii là một loài thực vật có hoa trong họ Gừng. Loài này được Yen Yen Sam và Leng Guan Saw mô tả khoa học đầu tiên năm 2005.

## Mẫu định danh
Mẫu định danh: Sam, Aidil & Arif FRI 49130; thu thập ngày 17 tháng 1 năm 2005 tại Khu bảo tồn rừng Ulu Setiu, huyện Setiu, bang Terengganu, Malaysia. Holotype lưu giữ tại Viện Nghiên cứu Rừng Malaysia (KEP, Kepong, Selangor, Malaysia), các isotype lưu giữ tại Trung tâm Nghiên cứu Rừng (SAN, Sandakan, Sabah, Malaysia) và Vườn Thực vật Singapore (SING, Singapore).

## Từ nguyên
Tính từ định danh abdullahii là để vinh danh thủ tướng Malaysia Abdullah Ahmad Badawi vì sự quan tâm của ông tới bảo tồn tự nhiên và bảo vệ môi trường.

## Phân bố
Loài này có tại các huyện Setiu và Hulu Terengganu, bang Terengganu, đông bắc Malaysia bán đảo. Môi trường sống là rừng thưa vùng đất thấp, bìa rừng, vệ đường và các khoảng trống trong rừng, ở cao độ khoảng 41 – 60 m.

## Mô tả
Địa thực vật thân thảo, cao tới 55 cm, thân rễ bò lan ngầm, phần cắt ra có màu tía, đường kính 5–6 mm. Các chồi lá mọc thẳng, gần nhau, 1 lá mỗi chồi, hiếm khi 2. Bẹ không phiến lá 3, màu từ đỏ tới đỏ ánh nâu, có sống dọc, rậm lông khi non, bẹ lớn nhất 6-10,5 cm, khô đi khi ra hoa. Bẹ lá 1,5–3 cm, lưỡi bẹ 2 thùy, các thùy nhỏ. Cuống lá (5,5-)9–29 cm, tiết diện thuôn tròn, có rãnh ở phần trên, màu nâu ánh tía tại đáy. Phiến lá hình elip, 12-33 × 3,8-7,6 cm, không đều, đỉnh nhọn hẹp, đáy thuôn tròn hẹp hay men xuống, đôi khi lệch, với lông áp ép rậm ở mặt dưới, màu đỏ tới đỏ ánh tía khi non. Cụm hoa dài 6,5–17 cm, màu đỏ khi non. Cuống cụm hoa 4–13 cm, ẩn giữa các bẹ không phiến lá khi non. Đầu cụm hoa hình trứng, dài 3-5,5 cm. Lá bắc 8-25, sắp xếp xoắn ốc, 19-25 × 13–20 mm; các lá bắc ở gốc lớn, hình thìa, đỉnh tù, uốn ngược, mép mỏng và hơi gợn sóng, màu đỏ hồng khi non chuyển thành nâu ánh đỏ hoặc xanh lục, xếp lợp và che khuất hoàn toàn cán hoa. Lá bắc con ngắn hơn lá bắc, lá bắc con đầu tiên lớn nhất, 10-16 × 5–7 mm, đỉnh 2 thùy và có lông, có ánh đỏ. Hoa 5-6 mỗi lá bắc, màu trắng trừ đài hoa. Đài hoa hình ống, dài 4–7 mm, ánh đỏ, đỉnh tù, chẻ 2-3,5 mm từ đỉnh ở một bên. Ống tràng 17–25 mm. Thùy tràng lưng hình mũi mác, 10-12 × 3–4 mm, đỉnh có nắp, ánh đỏ ở phần xa. Các thùy tràng bên hình mũi mác, 7-10 × 2–4 mm, chóp ánh hồng tới đỏ. Nhị lép bên thuôn dài, 8,5-11 × 2–3 mm, đỉnh tù, hơi ánh vàng. Cánh môi 13-14 × 9–11 mm, 2 thùy, uốn ngược, ~5 × 5 mm, dải giữa màu vàng, hai bên với các sọc tía, thưa nhú trên mặt xa trục. Nhị màu tía, các lông tuyến che phủ mặt xa trục. Chỉ nhị dài ~2 mm. Mô vỏ bao phấn dài 2,5–4 mm, màu vàng. Mào bao phấn ~1,5 × 2 mm, uốn ngược. Tuyến trên bầu 2, thẳng, dài ~5 mm, màu vàng. Bầu nhụy hình elipxoit, 3 ngăn. Hạt hình elipxoit, ~8 × 3 mm, màu nâu sẫm.
S. abdullahii thuộc nhóm một lá và gần với S. longifolia (= S. biloba), với các lá bắc xếp lợp chặt và lá hình elip. Tuy nhiên, nó khác với S. longifolia ở chỗ có lông áp ép rậm ở mặt dưới của lá, cuống lá nhẵn nhụi và nhiều hoa ở nách mỗi lá bắc; so với lông trên gân giữa và cuống lá, lá bắc chứa 1 hoa ở S. longifolia.
Ngoài ra, S. abdullahii có các lá bắc cụm hoa màu đỏ hồng tươi khi non, khác với các loài Scaphochlamys khác thường có các lá bắc hoa khi non có màu đỏ máu xỉn hoặc màu đỏ ánh nâu.